# Sodomía

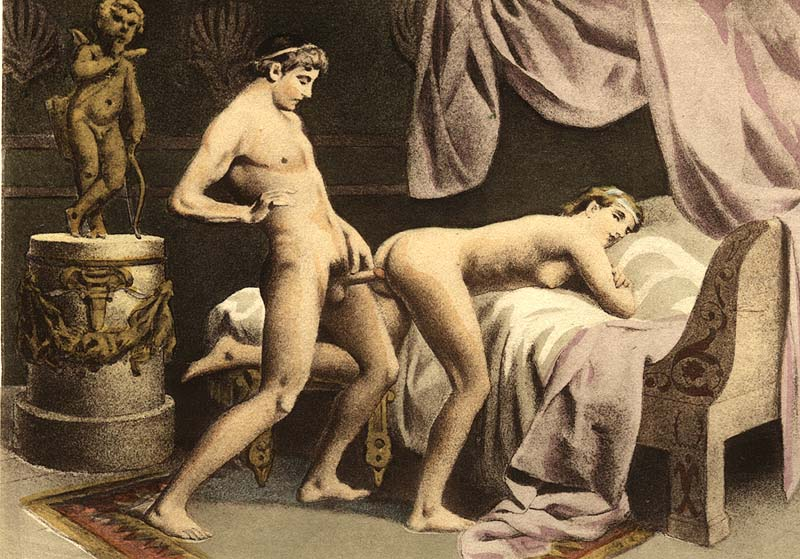
Representación de una escena erótica de un hombre practicando sexo anal con una mujer, realizada por el pintor francés Édouard-Henri Avril (1848-1928). Actualmente en español, la sodomía es sinónimo de coito anal.

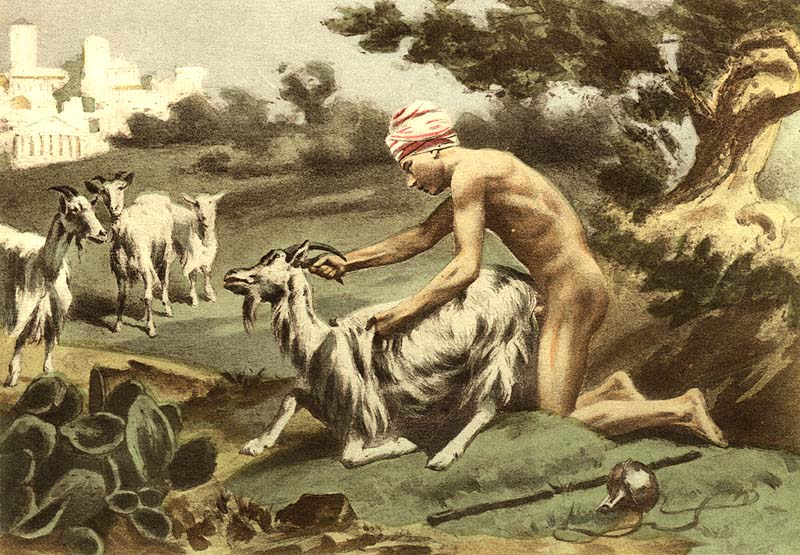
Édouard-Henri Avril: Griego antiguo penetrando una cabra. La sodomía implicaba varias prácticas sexuales relacionadas con la zoofilia y el sexo no reproductivo en el mundo antiguo.

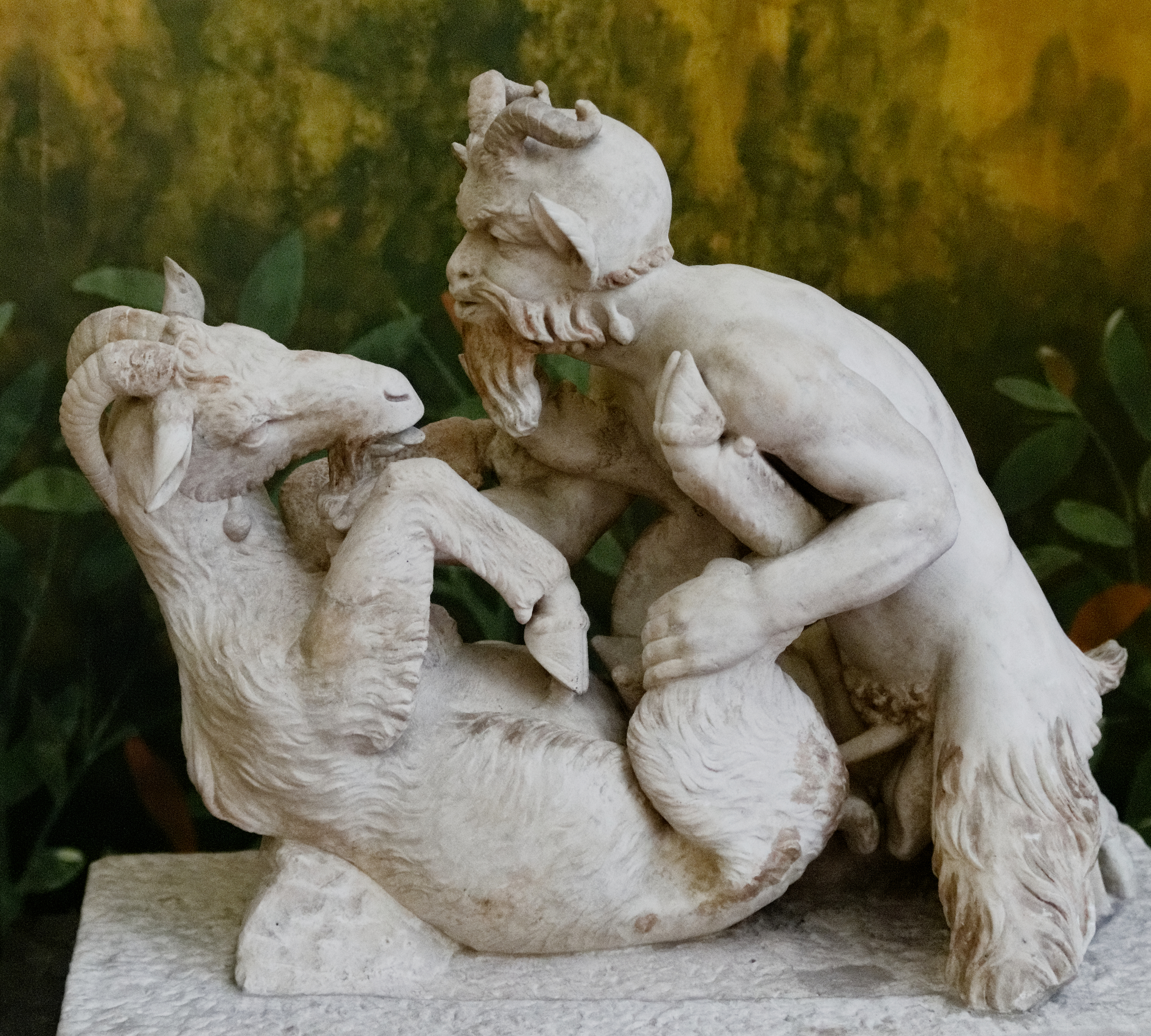
Escultura del que representa al dios griego Pan realizando actos sexuales con una cabra. La sodomía como pecado sexual aparece en el mundo cristiano desde el.

Sodomía es una palabra de origen bíblico, derivada del episodio del Génesis que relata lo acontecido en las ciudades de Sodoma y Gomorra y su posterior destrucción por Dios como castigo por los pecados de sus habitantes. En su significado contemporáneo, hace referencia a prácticas sexuales diferentes del coito vaginal, variables de cultura a cultura, con el fin de descalificarlas.
Hoy en día, según la Real Academia Española, es utilizada en español exclusivamente como sinónimo de coito anal sin importar el sexo de las personas involucradas, pero antiguamente en español y actualmente en otros idiomas, el término se usa para referirse a un rango más amplio de comportamientos sexuales, incluyendo el sexo oral y la zoofilia, e incluso como sinónimo de homosexualidad masculina. La sodomía, con ese nombre, fue calificada como delito en muchos países del mundo de raigambre cristiana, musulmana o judía, y aún lo sigue siendo en muchos, entre ellos Estados Unidos. Algunas religiones establecen que la sodomía es un pecado, pero el concepto varía en cada religión con diferentes alcances en su contenido. En español, el verbo «sodomizar» conlleva además un acto de «sometimiento» de la persona analmente penetrada.

La palabra proviene de Sodoma, una ciudad cuya población, según la Biblia, fue exterminada por Dios debido a los pecados que allí se cometían. Como herencia de la cultura judeocristiana, en varios idiomas occidentales se emplea el gentilicio sodomita para designar a quienes practican diversas clases de prácticas sexuales como, por ejemplo, la masturbación, la homosexualidad, el sexo anal, el sexo oral, etc. 

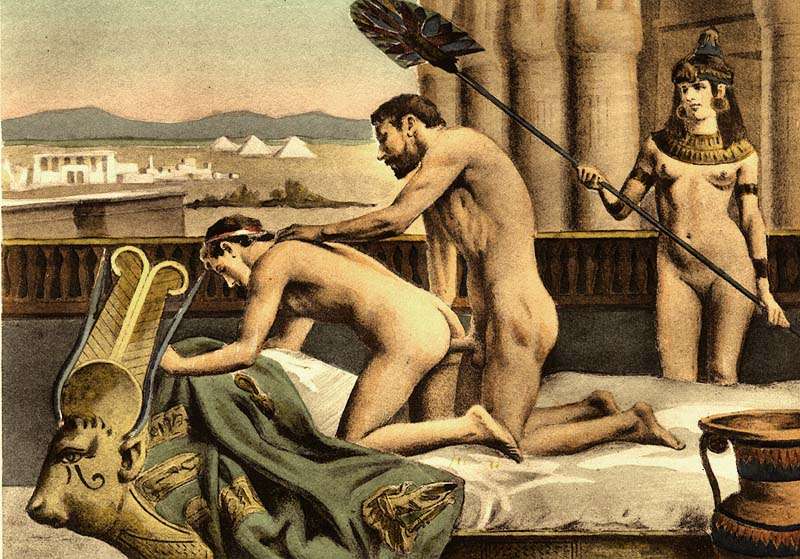
«El emperador Adriano y su amante Antínoo en Egipto» del pintor francés Édouard-Henri Avril. En español coito anal es sinónimo de sodomía.

## Etimología
El término «sodomía» proviene del nombre de la antigua ciudad de Sodoma, la cual, según la Biblia fue destruida por Yahveh debido a sus múltiples pecados (véase Sodoma y Gomorra). El relato bíblico menciona que los sodomitas pretendieron abusar sexualmente de los mensajeros enviados a rescatar a Lot.

## Historia

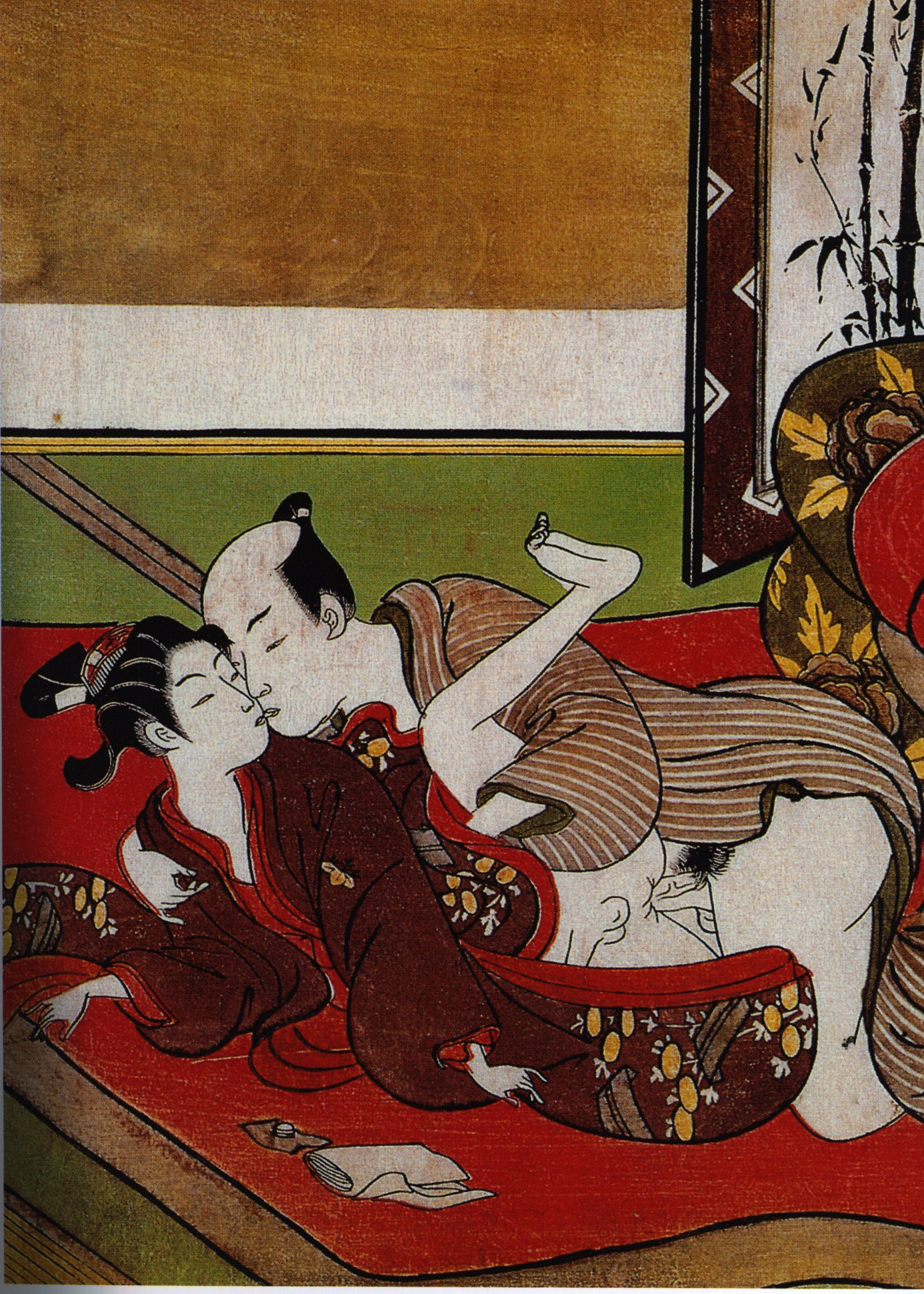
Detalle de una representación homoerótica ilustrada en un Shunga japonés, hacia mediados del.

La palabra «sodomía» deriva de la historia bíblica de Sodoma y Gomorra, aunque la identificación del «pecado de Sodoma» con el sexo anal o la homosexualidad no aparece explícitamente hasta el siglo V, si bien autores judeocristianos anteriores como Filón de Alejandría o Metodio de Olimpia ya atribuyeron prácticas homosexuales y similares a las ciudades bíblicas.
En la primera mitad del siglo VI, el emperador cristiano del Imperio Romano de Oriente, Justiniano, y su esposa Teodora prohíben los «actos contra natura» por motivos políticos, amparándose en razones religiosas. La ley preveía como castigo la castración y el paseo público por las calles. No hay pruebas de que la Iglesia de Occidente u Oriente (Ortodoxa), entonces unidas, apoyaran el edicto civil.
No será hasta el siglo XI cuando aparezca la palabra «sodomía» en el Liber Gommorrhianus del monje benedictino Petrus Damianus, para el que la palabra incluía todas aquellas actividades sexuales que no servían para la reproducción. Debido a que las palabras para denominar la homosexualidad no aparecieron hasta el siglo XIX, se empleaba el término «sodomita» para denominar a los hombres que tenían relaciones sexuales con otros hombres. Las lesbianas eran ignoradas en gran medida, aunque mujeres que practicasen el sexo anal también caían bajo el epíteto «sodomita». En la Italia de finales del Renacimiento, al pintor Giovanni Antonio Bazzi (1477-1549) le llamaban Il Sodoma («el sodomita»).
Hasta el siglo XIII, la sodomía no era castigada en la mayoría de los países europeos; no era más que uno de tantos pecados que aparecían en los textos eclesiásticos. La actitud cambió en el transcurso de las Cruzadas, en las que la propaganda antiislámica identificaba a los musulmanes con sodomitas que violaban a obispos y niños cristianos. Poco después se identificaba la sodomía con la herejía y entre 1250 y 1300 se introdujeron leyes que castigaban con la muerte dicho pecado. Estas leyes se emplearon sobre todo como herramientas políticas, como fue el caso de los templarios o del asesinato de Eduardo II de Inglaterra, o cuando peligraba la paz social, como en casos de violaciones o pederastia. En general, la homosexualidad estaba bastante extendida, siendo el elemento clave la discreción. En Inglaterra Enrique VIII de Inglaterra introdujo la Buggery Act en 1533, que castigaba la sodomía (llamada buggery) con la horca. En algunos lugares, como Londres y Ámsterdam (en 1730 y 1733), se dieron olas de persecución contra los sodomitas.
Con la Conquista de América, los europeos establecieron el delito de sodomía en América, castigados por instituciones como la Inquisición y la represión violenta de los pueblos originarios que en general admitían prácticas sexuales consideradas sodomíticas por los europeos. En algunas partes, los españoles mataron masivamente a los indígenas por vestirse con hábitos «de mujer» -refiriéndose a la ausencia de pantalones en la vestimenta indígena-, calificándolos de sodomitas. Fray Bartolomé de las Casas relata uno de esos actos de barbarie:

Ciertos españoles hallaron en cierto rincón de una de las dichas provincias tres hombres vestidos en hábitos de mujeres, a los cuales por solo aquello juzgaron ser de aquel pecado corrompidos (sodomía) y no por más probanza los echaron luego a los perros que llevaban, que los despedazaron y comieron vivos, como si fueran sus jueces.
Fray Bartolomé de las Casas

Durante la conquista española, los conquistadores y cronistas europeos informaron asiduamente que las personas de los pueblos originarios mantenían habitualmente relaciones sexuales entre varones o entre mujeres, y presentaron el hecho como evidencia del salvajismo indígena y su alejamiento del Dios cristiano. Esos relatos dieron origen al mito de los gigantes sodomitas de la Patagonia. La sodomía fue considerada como una de las causas justas que habilitaba a los conquistadores españoles a declarar la «guerra» contra la población indígena.
A fines del siglo XVIII, la Revolución francesa eliminó el delito de sodomía del Código Penal de 1791. En los países hispanoamericanos, una vez lograda la independencia de España a partir de la década de 1820, se fue eliminando paulatinamente, en algunos casos más inmediatamente y en otros muy lentamente este delito. República Dominicana 1822, El Salvador 1826, Bolivia 1831, Argentina 1851, Guatemala y México 1871, Cuba 1979 y Colombia en 1981.
En general, en los demás países occidentales la simple relación sexual entre hombres fue mantenida como delito hasta fechas recientes. En España, la inclusión de las personas homosexuales en la Ley sobre peligrosidad y rehabilitación social fue derogada en 1979. En el Reino Unido recién fue totalmente despenalizada en 1982, con la sanción de la Orden N.º 1536 de 1982 sobre Ofensas Homosexuales. En Alemania el artículo 175 que castigaba la sodomía, no fue completamente abolido hasta 1994. En Estados Unidos recién en 2003 la Corte Suprema resolvió que eran inconstitucionales las leyes penales que castigaban la sodomía en diez estados, por 6 votos a 3 en el caso «Lawrence vs. Texas», pese a lo cual, en 2020 aún existían dieciséis estados en los cuales continuaban vigentes leyes criminalizando la sodomía.

### España
Como en el resto del Occidente medieval, en los reinos ibéricos se consideraba a la sodomía como el peor de los delitos contra la moralidad por lo que era conocido como el pecado «abominable» o «nefando» (el «pecado que no se puede nombrar»). Los reos de este delito eran castrados y lapidados. Jerónimo Muntzer, que visitó la península ibérica entre 1494 y 1495, contó que se colgaba de los pies a los acusados de sodomía, se les castraba y a continuación se les ataban los testículos al cuello.
En España no fueron las Cruzadas sino la percepción de los reinos peninsulares musulmanes lo que llevó a identificar la sodomía con el islamismo y la herejía.
Una pragmática del 22 de agosto de 1497 promulgada por los Reyes Católicos ordenó que se les aplicara el castigo que era más usual en el resto de estados europeos —ser quemado vivo—, junto con la confiscación de sus bienes.
La Inquisición española, siguiendo los pasos de la Inquisición pontificia medieval, se ocupó al principio de los delitos de sodomía pero en 1509 el Consejo de la Suprema ordenó a los tribunales que no actuaran contra los homosexuales, excepto si estaban implicados en casos de herejía —que era la competencia exclusiva del Santo Oficio—. Previamente había habido protestas de algunas instituciones, como la que presentó la ciudad de Cartagena en 1504 o la de Murcia al año siguiente, porque consideraban que la sodomía no debía ser juzgada por la Inquisición sino por los tribunales ordinarios. Según el historiador Joseph Pérez, fue la presión de los poderes civiles —incluidas las Cortes de Castilla— las que obligaron a la Suprema a excluir la sodomía de la jurisdicción inquisitorial.
Sin embargo, la Inquisición de la Corona de Aragón consiguió que el papa Clemente VII en 1524 la autorizara a perseguir a los «sodomitas», independientemente de si eran herejes o no. Así, la competencia sobre este delito difirió entre la Corona de Castilla —aquí los tribunales inquisitoriales cumplieron la orden de la Suprema y no se ocuparon del «pecado nefando», cuya jurisdicción correspondía a los tribunales seculares y eclesiásticos ordinarios—, y la de Aragón, donde la Inquisición fue el tribunal encargado de perseguir a quienes practicaran actos sexuales no reproductivos, competencia a la que «jamás renunciarían [los inquisidores] a pesar de las reiteradas quejas formuladas en las Cortes de Monzón de 1533». Además fue el único tribunal inquisitorial de toda Europa que tenía jurisdicción sobre la sodomía, porque ni la inquisición romana ni la inquisición portuguesa, como en la Corona de Castilla, tenían jurisdicción sobre ella.
La Inquisición aragonesa aplicó la pena de ser quemado vivo a los homosexuales (tanto hombres como mujeres), aunque los menores de veinticinco años, «que eran inevitablemente una gran proporción de estos acusados», fueron condenados a galeras, tras ser azotados públicamente. Además el Consejo de la Suprema conmutó muchas sentencias de muerte, especialmente si se trataba de miembros del clero, que, según Henry Kamen, «constituyó siempre una proporción muy alta de los acusados». La misma benevolencia mostraron hacia los homosexuales que eran nobles, como sucedió en el caso de Pedro Luis Garcerán de Borja, Gran Maestre de la Orden de Montesa a quien, después de un proceso que duró tres años, el tribunal de Valencia condenó al pago de una fuerte multa, pudiendo volver después a ocupar cargos.
De los tres tribunales de la Corona de Aragón el más severo fue sin duda el de Zaragoza; entre 1570 y 1630 juzgó 543 casos (entre los que se incluyen también los de «bestialismo» pues la Inquisición los contabilizaba en la misma categoría que la sodomía), de los que 102 finalizaron con la condena a muerte.

## Literatura
- Olalla García. Pecado nefando. Barcelona: Edhasa; 2025. ISBN 978-84-350-6460-6

- Datos: Q206426
- Multimedia: Category:Sodomy / Q206426